# Harry Ruby
Harry Ruby (* 27. Januar 1895 in New York; † 23. Februar 1974 in Woodland Hills, Kalifornien) war ein US-amerikanischer Drehbuchautor, Komponist und Texter.

## Leben und Wirken
Harry Ruby war, nachdem er von zwei Highschools geflogen war, zu Beginn seiner Karriere Pianist und schließlich im Musikverlag von Gus Edwards tätig. Als sogenannter „Song Plugger“ musste er die Songs des Verlags in den Woolworth-Filialen am Klavier den Kunden vorspielen. Danach arbeitete er in Vaudeville-Revuen zusammen mit Harry Cohn, dem späteren Gründer von Columbia Pictures. 
Daraufhin spielte Ruby Klavier für die Formation Messenger Boys Trio; dort lernte er Bert Kalmar kennen, der dort als Tänzer arbeitete. 1920 schrieben die beiden den Hit Where Do They Go When They Row, Row?, danach My Sunny Tennessee, den Eddie Cantor zu einem Hit machte. Für ihre Broadway-Songs entwickelten sie einen besonderen Sinn für Humor, besonders in Songs wie The Sheik of Avenue B. aus der Revue The Sheik of Araby. Bald darauf schrieb er I Wanna Be Loved by You zusammen mit Herbert Stothart.
Erfolge feierten sie auch in Hollywood. Am bekanntesten wurde das Duo Ruby & Kalmar für seine Arbeit an den Marx-Brothers-Filmen wie Animal Crackers (1928) und Die Marx Brothers im Krieg (1933). 1930 schrieben sie ihren bekanntesten Titel, Three Little Words, der zu einem Jazzstandard wurde. 1947 verstarb Bert Kalmar. Zu seinen Ehren wurde 1950 der Film Drei kleine Worte gedreht; Fred Astaire spielte die Rolle von Kalmar, Red Skelton die des Harry Ruby, der auch in einer kleinen Nebenrolle mitwirkte. Kurz nach dem Film zog sich Ruby aus dem Filmgeschäft zurück. Zuvor war er 1952 noch gemeinsam mit Kalmar und Oscar Hammerstein II mit dem bereits 1935 entstandenen Song A Kiss to Build a Dream On, der seinerzeit den Titel Moonlight in the Meadows trug, und nun Verwendung in dem Film Noir Tödliches Pflaster Sunset Strip (Originaltitel The Strip) fand, für einen Oscar nominiert worden.
Zudem wirkte Ruby noch in zwei Filmen als Schauspieler mit, einmal 1951 in dem komödiantischen Familienfilm Angels in the Outfield und zum anderen 1957 in dem Fantasyfilm The Story of Mankind als Indianer.

## Filmografie (Auswahl)

### Drehbuch
| - 1930: The Cuckoos - 1930: Top Speed, 1930 - 1930: Animal Crackers - 1930: Check and Double Check - 1931: Broadminded - 1932: Blühender Blödsinn, (Horse Feathers) - 1932: Der falsche Torero (The Kid from Spain) - 1933: Die Marx Brothers im Krieg (Duck Soup) - 1934: Hips, Hips, Hooray! | - 1934: Kentucky Kernels - 1934: The Circus Clown - 1935: Im Scheinwerferlicht (Bright Lights) - 1936: Walking on Air - 1937: The Life of the Party - 1938: Vorhang auf für Judy (Everybody Sing) - 1944: Maisie Goes to Reno - 1949: Stern vom Broadway (Look for the Silver Lining) - 1952: Männer machen Mode (Lovely to Look at) |

### Filmmusik und Filmsongs
| - 1928: The Five O’Clock Girl - 1930: Alias French Gertie - 1930: Animal Crackers „You Must Do Your Best Tonight“ „I Represent“ „Hello, I Must Be Going“ „Hooray for Captain Spaulding“ „Why Am I So Romantic?“ - 1930: Check and Double Check „Three Little Words“ „Nobody Knows But the Lord“ - 1932: Manhattan Parade „I’m Happy When You’re Jealous“ - 1932: Blühender Blödsinn (Horse Feathers) „Whatever It Is, I’m Against It“ „I Always Get My Man“ „Everyone Says I Love You“ - 1932: The Kid from Spain „But We Must Rise (The College Song)“ „In the Moonlight“ „Look What You’ve Done“ „What a Perfect Combination“ - 1933: Die Marx Brothers im Krieg (Duck Soup) „His Excellency Is Due“ „These Are the Laws of My Administration“ „The Country’s Going to War“ „Sylvania Hymn“ - 1934: Hips, Hips, Hooray! „Keep Romance Alive“ „Keep On Doing What You’re Doing“ - 1934: Beauty and the Beast - 1934: Kentucky Kernels „One Little Kiss“ „Supper Song“ - 1934: Thirty Day Princess - 1934: Happiness Ahead „Massaging Window Panes“ - 1935: Im Scheinwerferlicht (Bright Lights) „She Was an Acrobat’s Daughter“ | - 1936: Walking on Air „Cabin on the Hilltop“ „My Heart Wants to Dance“ „Let’s Make a Wish“ - 1938: Vorhang auf für Judy (Everybody Sing) „Quainty, Dainty Me“ „Snooks (Why? – Because!)“ - 1938: Cocoanut Grove „Four of the Three Musketeers“ - 1946: Sinfonie in Swing (Do You Love Me) „Do You Love Me?“ - 1946: Wake Up and Dream „Give Me the Simple Life“ „I Wish I Could Tell You“ „Into the Sun“ - 1947: Copacabana „Go West, Young Man“ - 1950: Drei kleine Worte (Three Little Words) „She’s Mine, All Mine“ „My Sunny Tennessee“ „So Long! Oo-Long (How Long You Gonna Be Gone?)“ „Who’s Sorry Now?“ „Come On, Papa“ „Nevertheless“ „All Alone Monday“ „You Smiled at Me“ „I Wanna Be Loved by You“ „Thinking of You“ „I Love You So Much“ „Three Little Words“ - 1950: You Bet Your Life (TV-Serie) „Hooray for Captain Spalding“ - 1951: Tödliches Pflaster Sunset Strip (The Strip) „A Kiss to Build a Dream On“ - 1957–1963: The Real McCoys (TV-Serie) |